# 808ステイト
808ステイト（エイトオーエイトステイト、808 State）は、イギリスのテクノバンド。名前の由来は、ローランド・TR-808。またメンバーへのインタビューによれば、アメリカのハワイ州（市外局番が808）の意味も含まれるという。1990年代に入ってからの商業的な成功以降は楽曲からTR-808の音色は影を潜めていき、レイヴシーンの衰退後に隆盛を極めていたブレイクビーツ主体のビートへと移行していった。808は「エイト・オー・エイト」と読むが、日本では「はち・まる・はち」あるいはTR-808を指す業界用語から「やおや」と呼ばれることもある。

## 歴史

### Creed時代
シカゴから発生したアシッド・ハウスのブームが起きていた1988年に、マンチェスターのレコードショップ「イースタンブロック (Eastern Bloc)」で結成された。初期のメンバーは店員だったマーティン・プライスと常連客のグラハム・マッセイ、ジェラルド・シンプソン（後のア・ガイ・コールド・ジェラルド）の3人。同年に同店のレーベル「Creed」からファースト・アルバム『Newbuild』をリリース。この作品はその後とは作風がまったく異なり、当時シカゴで発生したアシッド・ハウスに影響を受けた曲が収録されている。 
『Newbuild』発表後にシンプソンが脱退し、アンドリュー・バーカーとダレン・パーティングトンが加入、1989年にEP『Quadrastate』をリリースする。本作の1曲目には、後に彼らの代表曲となり、多数のリミックスが作られることになる「Pacific」のオリジナル・ヴァージョンである「Pacific State」が収録されている（なお、作曲はオリジナル・メンバー3人によるもの）。この曲はアシッド後に発生したアンビエント・ハウスのシーンへ大きな影響を与え、ZTTレコーズへの移籍のきっかけとなった曲である。
これら初期の2作はいずれもLPレコードのみで、更にマイナー・レーベルからのリリースだったために長い間入手困難であったが、エイフェックス・ツインが自ら運営するリフレックス・レコーズより1999年に『Newbuild』を、2008年に『Quadrastate』を再発、CD化を行った。その間の2004年には『Newbuild』のアウトテイク集『Prebuild』を、また『Quadrastate』には同時期にリリースされていたシングル「Let Yourself Go」を同時に収録している。

### ZTT時代
レーベルを移籍した直後にアルバム『ナインティ』をリリースする。この作品の1曲目「Magical Dream」では女性ボーカルを起用しており、この時点で彼らの基本スタイル（1曲あたりの時間が比較的短い、アルバムの曲間がシームレスにつながっている、など）は完全に固まった。また、「Pacific 202」が収録されている。1990年には『ナインティ』の曲順の変更・追加・エディットなどを施したアメリカ・デビュー盤の『Utd. State 90』を、現地の大手レーベルであるトミー・ボーイ・レコードからライセンス・リリースし、世界的に名前が知られるようになる。
1991年にリリースされた『エクセル』では、ライブでのアドリブをきっかけに当時まだソロ・デビュー前だったビョーク(「Qmart」「Ooops」)や、ニュー・オーダーのバーナード・サムナー(「Spanish Heart」)らをゲストに迎え、名実ともに彼らの黄金期を代表するアルバムである。
1992年にマーティン・プライスが脱退する。翌1993年にリリースされたアルバム『ゴージャス』は、UB40 (「One in Ten」)などをゲストに迎えているが、プライスの脱退が影響したのか、前作よりも落ち着いた作風で統一されている。また、同年に来日記念盤『フォーキャスト』が発売されている。日本ではこの後、テクノブームが全盛期を迎えるが、808ステイトは逆にテクノシーンの中心から遠ざかっていく。3年のインターバルを経た1996年のアルバム『ドン・ソラリス』は、その頃盛り上がっていたドラムンベースの要素などを積極的に取り入れた意欲的な作品であるが、リリース当初の評価は時代遅れ、古臭い、などと酷評された。しかし一方で、ブライアン・イーノやプロペラヘッズらによるリミックスや未発表曲が収録された『サーモ・キングス』が同年に日本企画盤としてリリースされている。1998年には10周年記念のベスト盤『808:88:98』をリリースした後、ZTTを離れる。

### 以降
「Bellboy Records」や「Slut Smalls」といったレーベルから数枚のシングルを、2002年には久々のアルバム『Outpost Transmission』をリリースする。また2005年には来日し、WIRE05にバンド形式でライブアクトとして参加、健在振りをアピールした。ライブはヨーロッパ各地で多く行っている。
日本時間2008年8月8日、すなわち「080808」の日に、ZTT時代のアルバム4作品（『ナインティ』『エクセル』『ゴージャス』『ドン・ソラリス』）がリマスターおよび未発表曲などが収録された追加ディスク付きの紙ジャケット盤で発売された（本来は日米英同時発売の予定であったが9月下旬に延期、日本のみ先行で本来の予定日にリリースされた）

### その他
ZTTに移籍した直後の1990年、レーベルメイトだった白人ラッパーのMCチューンズをプロデュースし、数枚のシングルとアルバム『アット・イッツ・ハイツ (The North At Its Heights)』を残している。1994年にはライブ音源や未発表曲を収録した企画盤『State to State』をファンクラブ向けにリリースしている。リミックスも多数あり、ジョン・ハッセルやアフリカ・バンバータ、のみならず日本のピチカート・ファイヴ、YMO、ザ・サーフコースターズといった面々にもリミックスを提供している。また、過去に808に関わった人々により結成されたジャンルレスなグループ「ホームライフ (Homelife)」が1998年から活動を開始し、自らのレーベルやニンジャチューンからアルバムを複数リリースしている。
2021年11月7日、808ステイト公式HP上でアンドリュー・バーカーが11月6日に病気で亡くなった旨の内容を公表した。53歳であった。

### グラハム・マッセイ
808ステイトの活動が1990年代中盤から鈍化したのは、中心人物の彼がプロデュース活動を中心に行うようになったためである（808ではグラハムが主に作曲を担当し、他の二人はDJを務めている）。また、グラハムは1990年代初頭からMassonix名義でソロ活動を開始している（1990年にリリースされたシングルは後とは異なる作風）。この名義はライブ主体で用いられ、深海をテーマにしたテクノを披露しており、同じようなテーマを持つドレクシアと同様にTR-808やTR-909を多用している。2006年にはスカムからアルバム『Subtracks』をリリースした。前述の「ホームライフ」にも参加している。

## ディスコグラフィ

### スタジオ・アルバム
- Newbuild (1988年)
- 『ナインティ』 - 90 (1989年)
- 『エクセル』 - ex:el (1991年) ※旧邦題『エクス・エル』
- 『ゴージャス』 - Gorgeous (1993年)
- 『ドン・ソラリス』 - Don Solaris (1996年)
- 『Outpost Transmission』 - Outpost Transmission (2002年)
- Transmission Suite (2019年)

### EP、コンピレーション、リミックス
- Let Yourself Go/Deepvile (1988年) ※EP
- Quadrastate (1989年) ※EP
- Utd. State 90 (1990年) ※『ナインティ』の米国向け別ヴァージョン
- 『フォーキャスト』 - Forecast (1993年) ※日本企画盤
- State to State (1994年) ※ファンクラブ企画盤
- 『サーモ・キングス』 - Thermo Kings (1996年) ※日本企画盤
- 『808:88:98』 - 808:88:98 (1998年) ※ベスト・アルバム
- Opti Buk + State to State 2 (2002年) ※PV集DVDと未発表曲やセッションを集めたCD
- Prebuild (2004年) ※『Newbuild』時代の未発表曲&デモ集
- Blueprint (2011年) ※新曲を含む1988年から2003年までのコンピレーション
- O.T.E.P. (2012年) ※EP
- Initial Granada Report (2019年) ※EP
- Subsequent Granada Report (2019年) ※EP